# Johann Silvester Ponten
Johann Slvester Ponten, bekend als J.S. Ponten, (Duitsland, Zyfflich, 27 april 1855- Zwolle, 18 februari 1928) was een Nederlands organist en componist van Duitse komaf.
Hij was zoon van organist Johannes Ponten en Maria Heynen. Broer Anton Ponten was koordirigent te Utrecht. J.S Ponten trouwde met Maria Andriessen (1859-1926), dochter van Cornelis Andriessen en Christina van Rooijen en daarmee zus van Nicolaas Hendrik Andriessen, Hendrik Franciscus Andriessen en Cornelis Andriessen. Zonen Cor Ponten, Eduard Ponten en Johannes Gregorius Ponten werden eveneens organist. Dochter Clara Ponten was klavecinist; dochter Maria Ponten (1898-1930) speelde piano veelal bij liefdadigheidsconcerten, onder andere voor blinden en was bestuurslid van de R.K. Openbare Leeszaal in Zwolle. Het echtpaar ligt met dochters Maria en Clara begraven op het R.K. Kerkhof, Willebrandlaan te Zwolle (gegevens 2021).
De eerste opleiding verkreeg Johann Silvester van zijn vader, daarna van professor P.H. Thielen in Goch. Daarna volgde nog een studie in Kevelaar en aan het Conservatorium van Brussel. Hij werd in oktober 1878 organist en koordirigent van de Basiliek van Onze-Lieve-Vrouw-ten-Hemelopneming in Zwolle. Hij had op hetzelfde tijdstip organist kunnen worden in Keulen, maar daar eiste men dat de organist getrouwd was, wat (nog) niet het geval was.
In de hoedanigheid van organist gaf hij concerten in de wijde omgeving met name in Noord-Nederland.
Net als zijn broer wist hij een aantal kerkcomposities op papier te zetten:
- IX Cantus diversi in honorem S.S. Sacramenti et B.M. Virginis (mezzosopraan, bariton, orgel)
- IX Cantus diversi (alt, bariton, orgel) bereikte meerdere drukken
- XV Cantus diversi (twee gelijke stemmen en orgel)
- Missa in honorem St Silvestri, Pape et Conf (alt, tenor, bariton, orgel )
- Laudus diversae (zangstemmen met orgel of harmonium)
- O Vos Omes, motet voor TTBB, mannenkoor
- Te Deum Laudamus (zangstemmen met orgel of harmonium)
- Magnificat, liederen voor kerk en huisgezin.

Samen met broer Anton en zoon Cor Ponten richtte hij de Katholieke Dirigenten- en Organisten Vereniging op. Hij had zitting in de "Intercesane Commissie van Censoren" (modernisering van kerkmuziek).
In 1919 liet zijn gezondheid hem in de steek, zodanig dat hij zijn functies neer moest leggen. Hij overleed in de R.K.Ziekenverpleging te Zwolle.